# Sleepwalker
Sleepwalker és una pel·lícula sueca de terror-thriller dirigida per Johannes Pinter i estrenada l'any 2000. Es va rodar a Estocolm i es va estrenar als cinemes el 4 d'agost de 2000.

## Argument
L'exitós contractista d'obres Ulrik Hansson (Ralph Carlsson) torna a la seva vida estressant després de tornar d'unes vacances de pesca amb la seva família. Tot sembla tornar a la normalitat fins que l'Ulrik es desperta l'endemà al matí i troba la seva dona i els seus dos fills desapareguts i els seus llençols coberts de sang. Es posa en contacte amb la policia i els informa que es va desmaiar a causa de la combinació de vi i píndoles per dormir prescrites amb recepta Tement que pogués haver estat sonàmbul, l'Ulrik arreplega una càmera de vídeo per gravar les seves activitats nocturnes i esbrinar què va passar amb la seva família. Mentrestant, l'inspector Levin (Anders Palm) comença a sospitar que potser Ulrik no està dient tota la veritat.

## Repartiment
- Ralph Carlsson com a Ulrik Hansson
- Ewa Carlsson com a Monika Hansson
- Anders Palm com a inspector Levin
- Tuva Novotny com a Saga Hansson
- Donald Högberg com el Dr. cristià
- Fredrik Hammar com a col·lega de Levin
- Mats Rudal com a Fredrik
- Sylvia Rauan com a Helen

## Premis
La pel·lícula va guanyar al director Johannes Runeborg el premi New Blood al Festival du Film Policier de Cognac de 2001. També va ser nominada a Millor pel·lícula al XXXIV Festival Internacional de Cinema Fantàstic de Catalunya.

## Remake dels Estats Units
El setembre del 2001 es va anunciar que Intermedia had purchased the U.S. remakes rights for the film and talked with director Joel Schumacher. havia comprat els EUA. remakes els drets de la pel·lícula i es va parlar amb el director Joel Schumacher. HTanmateix, el remake finalment no es va materialitzar.